# Las Bistecs
Las Bistecs foren un duet de música electrònica català, format a Barcelona el 2013 per Alba Rihe i Carla Moreno Parmenter. Les integrants de la banda emmarquen la formació dins de l'electro-disgusting, un «corrent artístic, performàntico-musical, amb l'objectiu de molestar i no deixar indiferent una societat saturada d'informació». El seu àlbum debut, Oferta, es publicà l'1 de setembre de 2016, després de diversos mesos dedicats a l'enregistrament. Així mateix, havien engegat un procés de micromecenatge a través de la plataforma Ulule a fi de poder materialitzar l'àlbum. Destaquen els quatre senzills, llançats prèviament a la publicació d'aquest primer treball: «Historia del arte (HDA)», «Universi», «Caminante» i «Señoras bien».
El 2017 foren guardonades amb el Premi Sol Música per al millor videoclip amb la seva cançó «Señoras bien», lliurat als Premis MIN 2017 de la música independent celebrat al Teatre Nuevo Apolo de Madrid. Un cop acabada la seva gira «Malgusto Tour» on promocionaven el seu àlbum, el 5 d'octubre de 2018 anunciaren la seva separació a través d'un comunicat a la xarxa social Facebook.